# Earl Ray Tomblin
Earl Ray Tomblin (sinh 15 tháng 3 năm 1952) là một nhà chính trị Hoa Kỳ, là chủ tịch Thượng viện Tây Virginia. Do Joe Macnhin từ chức thống đốc bang, ông là quyền và là thống đốc thứ 35 của tiểu bang Tây Virginia, Hoa Kỳ. Tomblin là đảng viên Đảng Dân chủ Hoa Kỳ.